# Торговая баня П. И. Кудрявцева
Торговая баня П. И. Кудрявцева — памятник архитектуры. Расположен в Калининском районе Санкт-Петербурга, современный адрес дома — Бобруйская улица, 4.
Здание построено в 1905 году по проекту А. К. Монтага. Это четырёхэтажный дом, облицованный красным кирпичом, с гранёным эркером и расположенным по центральной оси щипцом. Детали дома выложены белой, жёлтой и зелёной плиткой, ею же выложена дата 1905. Сохранились кованые гребень, флагшток и флюгер дома.
В 1909 году зданием стали владеть Стебутовские женские сельскохозяйственные курсы, частичное приспособление (больших изменений производить не требовалось) выполнил А. И. Дитрих.
В 2009 году здание было отремонтировано, в нём расположен Калининский районный суд.